# Spanische Bischofskonferenz
Die Spanische Bischofskonferenz (span.: Conferencia Episcopal Española) ist die permanente Tagung der spanischen Bischöfe und steht in der Gemeinschaft mit dem römischen Papst. Die Spanische Bischofskonferenz ist Mitglied im Rat der europäischen Bischofskonferenzen (CCEE) und der Kommission der Bischofskonferenzen der Europäischen Gemeinschaft (COMECE).

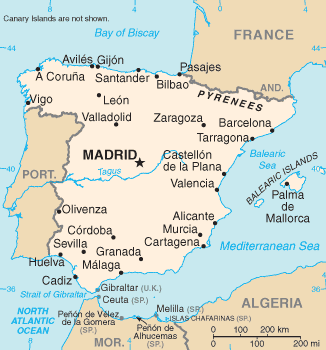
Spanien

## Aufgabenstellung
Ihre Aufgabe besteht in der Ausübung der pastoralen Verantwortung und in der Förderung der Zusammenarbeit mit den Diözesen. Sie arbeitet mit den staatlichen Einrichtungen eng zusammen, wobei sie jedoch volle Unabhängigkeit und Autonomie besitzt.

## Arbeitsgrundlage
Das Handeln der spanischen Bischöfe wird durch wichtige kirchlich-religiöse Dokumente geprägt und geleitet, hierzu zählen die konziliaren Erklärungen und Konstitution des Zweiten Vatikanischen Konzils. Die Grundlagen begründen sich aus  „Lumen gentium“, „Christus Dominus“ und dem Kanonischen Recht (Codex Iuris Canonici). Das Versammlungsgebende Statut wurde 1966 von den spanischen Bischöfen verabschiedet und von Papst Paul VI. ratifiziert, die letzte Reform erfolgte im Mai 2004 und wurde von der Vollversammlung bestätigt. Alle aktiven spanischen Bischöfe verfügen über ein volles Stimmrecht, die emeritierten Bischöfe haben kein Mitbestimmungsrecht, sondern eine beratende Funktion. Die Wahlperiode für die  Ämter und Funktionen beläuft sich auf drei Jahre und dürfen nur dreimal ausgeübt werden, der Generalsekretär der Spanischen Bischofskonferenz wird jedoch für einen Zeitraum von fünf Jahren gewählt.

## Präsidium
- Präsident
  - Luis Javier Argüello García, Erzbischof von Valladolid
- Vizepräsident
  - José Kardinal Cobo Cano, Erzbischof von Madrid
- Generalsekretär
- Mitglieder des Präsidentschaftsrates der Spanischen Bischofskonferenz:
  - Erzbischof Antonio Kardinal Cañizares Llovera, emeritierter Erzbischof von Valencia;
  - Erzbischof Lluís Kardinal Martínez Sistach, emeritierter Erzbischof von Barcelona;

## Kommissionen
- Kommission für das weltweite Apostolat und Kleriker
- Kommission für Glaubensangelegenheiten
- Kommission für Unterricht und Katechese
- Kommission für die Liturgie
- Kommission für Gesellschaft und Kommunikation
- Kommission für Migration
- Kommission für die Zusammenarbeit mit anderen Kirchen
- Kommission für pastorale Aufgaben
- Kommission für den Erhalt des kulturellen Erbgutes
- Kommission für Priesterseminare und Universitäten
- Kommission für das geweihte Leben

## Vorsitzende
- Enrique Kardinal Pla y Deniel, Erzbischof von Toledo (1958–1966)
- Fernando Kardinal Quiroga y Palacios, Erzbischof von Santiago de Compostela (1966–1969)
- Casimiro Morcillo González, Erzbischof von Madrid (1969–1971)
- Vicente Kardinal Enrique y Tarancón, Erzbischof von Madrid (1971–1981)
- Gabino Díaz Merchán, Erzbischof von Oviedo (1981–1987)
- Ángel Kardinal Suquía, Erzbischof von Madrid (1987–1993)
- Elías Yanes Álvarez, Erzbischof von Saragossa (1993–1999)
- Antonio María Kardinal Rouco Varela, Erzbischof von Madrid (1999–2005)
- Ricardo Blázquez, Bischof von Bilbao (2005–2008)
- Antonio María Kardinal Rouco Varela, Erzbischof von Madrid (2008–2014)
- Ricardo Kardinal Blázquez, Erzbischof von Valladolid (2014–2020)
- Juan José Kardinal Omella Omella, Erzbischof von Barcelona (2020–2024)
- Luis Javier Argüello García, Erzbischof von Valladolid